# Камијево
Камијево је насеље у Србији у општини Велико Градиште у Браничевском округу. Према попису из 2022. било је 243 становника.

## Демографија
У насељу Камијево живи 268 пунолетних становника, а просечна старост становништва износи 41,2 година (40,6 код мушкараца и 41,7 код жена). У насељу има 86 домаћинстава, а просечан број чланова по домаћинству је 4,03.
Ово насеље је великим делом насељено Србима (према попису из 2002. године), а у последња три пописа, примећен је пад у броју становника.
|  |

| Демографија | Демографија | Демографија |
| Година      | Становника  | Становника  |
| ----------- | ----------- | ----------- |
| 1948.       | 574         |             |
| 1953.       | 552         |             |
| 1961.       | 543         |             |
| 1971.       | 547         |             |
| 1981.       | 508         |             |
| 1991.       | 457         | 389         |
| 2002.       | 347         | 452         |
| 2011.       | 299         |             |

| Етнички састав према попису из 2002.‍ | Етнички састав према попису из 2002.‍ | Етнички састав према попису из 2002.‍ | Етнички састав према попису из 2002.‍ | Етнички састав према попису из 2002.‍ |
| ------------------------------------ | ------------------------------------ | ------------------------------------ | ------------------------------------ | ------------------------------------ |
|                                      |                                      |                                      |                                      |                                      |
| Срби                                 | Срби                                 |                                      | 337                                  | 97,11%                               |
| Румуни                               | Румуни                               |                                      | 1                                    | 0,28%                                |
| Македонци                            | Македонци                            |                                      | 1                                    | 0,28%                                |
| непознато                            | непознато                            |                                      | 2                                    | 0,57%                                |

| Година пописа     | 1948. | 1953. | 1961. | 1971. | 1981. | 1991. | 2002. |
| ----------------- | ----- | ----- | ----- | ----- | ----- | ----- | ----- |
| Број домаћинстава | 124   | 122   | 114   | 108   | 100   | 93    | 86    |

| Број чланова      | 1 | 2  | 3 | 4  | 5  | 6 | 7  | 8 | 9 | 10 и више | Просек |
| ----------------- | - | -- | - | -- | -- | - | -- | - | - | --------- | ------ |
| Број домаћинстава | 8 | 19 | 9 | 15 | 13 | 9 | 10 | 2 | 1 | 0         | 4,03   |

| Пол    | Укупно | Неожењен/Неудата | Ожењен/Удата | Удовац/Удовица | Разведен/Разведена | Непознато |
| ------ | ------ | ---------------- | ------------ | -------------- | ------------------ | --------- |
| Мушки  | 126    | 16               | 100          | 7              | 2                  | 1         |
| Женски | 156    | 12               | 100          | 32             | 7                  | 5         |
| УКУПНО | 282    | 28               | 200          | 39             | 9                  | 6         |

| Пол    | Укупно                    | Пољопривреда, лов и шумарство | Рибарство                            | Вађење руде и камена | Прерађивачка индустрија       |
| ------ | ------------------------- | ----------------------------- | ------------------------------------ | -------------------- | ----------------------------- |
| Мушки  | 73                        | 53                            | 0                                    | 0                    | 4                             |
| Женски | 52                        | 44                            | 0                                    | 0                    | 1                             |
| УКУПНО | 125                       | 97                            | 0                                    | 0                    | 5                             |
| Пол    | Производња и снабдевање   | Грађевинарство                | Трговина                             | Хотели и ресторани   | Саобраћај, складиштење и везе |
| Мушки  | 0                         | 4                             | 5                                    | 2                    | 0                             |
| Женски | 0                         | 0                             | 3                                    | 0                    | 0                             |
| УКУПНО | 0                         | 4                             | 8                                    | 2                    | 0                             |
| Пол    | Финансијско посредовање   | Некретнине                    | Државна управа и одбрана             | Образовање           | Здравствени и социјални рад   |
| Мушки  | 0                         | 1                             | 1                                    | 0                    | 1                             |
| Женски | 0                         | 0                             | 1                                    | 2                    | 1                             |
| УКУПНО | 0                         | 1                             | 2                                    | 2                    | 2                             |
| Пол    | Остале услужне активности | Приватна домаћинства          | Екстериторијалне организације и тела | Непознато            | Непознато                     |
| Мушки  | 0                         | 0                             | 0                                    | 2                    | 2                             |
| Женски | 0                         | 0                             | 0                                    | 0                    | 0                             |
| УКУПНО | 0                         | 0                             | 0                                    | 2                    | 2                             |